# Власов, Дмитрий Николаевич
Дми́трий Никола́евич Вла́сов (2 января 1973, Москва, СССР) — советский и российский футболист, полузащитник, защитник.

## Карьера
Воспитанник СДЮШОР ЦСКА, тренер Алексей Гринин. В 1990 и 1992 годах играл за ЦСКА-2 и дубль ЦСКА во второй лиге. в 1993 году — в магнитогорском «Металлурге», в 1994 — в команде «Динамо-Газовик». В 1995 году перешёл в «Локомотив» Нижний Новгород, за который отыграл шесть сезонов. В июле 2000 перешёл в воронежский «Факел», но следующий сезон вновь провёл в «Локомотиве». В 2004 году работал старшим тренером в клубе «Видное», в 2005 сыграл 16 матчей за «Титан» Москва во втором дивизионе. В 2008 году был вторым тренером и администратором в ФК «Дмитров», в 2009 году вместе с главным тренером Андреем Афанасьевым перешёл в клуб «Зеленоград», где до сентября работал тренером и администратором (старшим администратором в клубе был младший брат Дмитрия Вадим).